# Triesen
Triesen (Dialekt: Tresa) ist eine Gemeinde im Oberland des Fürstentums Liechtenstein. Sie liegt im Südwesten des Landes und ist mit rund 5000 Bewohnern einwohnermässig die drittgrösste Gemeinde des Fürstentums.

## Geographie
Das Dorf Triesen liegt am Fuss des Rätikons auf dem Schuttkegel eines grossen nacheiszeitlichen Bergsturzes und der angrenzenden Rheinebene. Höchster Punkt der Gemeinde Triesen und auch Liechtensteins ist der Grauspitz mit 2599 m ü. M. Triesen grenzt im Norden an Vaduz, im Nordosten an Triesenberg, im Süden an Balzers und im Westen an Wartau im Schweizer Kanton St. Gallen. Im Berggebiet stösst es an die Vaduzer Alp Pradamee, an Steg und das Alpelti (Triesenberg), an die Balzner Alp Gapfahl und die Schaaner Alp Gritsch sowie an die Bündner Gemeinden Maienfeld und Fläsch.

## Alpen
| Lawena |

| Valüna |

| Wang |

| Triesen |

Zum Gemeindegebiet gehören rheintalseitig die Alpen Lawena und Wang sowie im Saminatal die Alp Valüna. Die drei Alpen gehörten bereits im 17. Jahrhundert der Gemeinde Triesen und gingen 2004 an die Bürgergenossenschaft Triesen über.

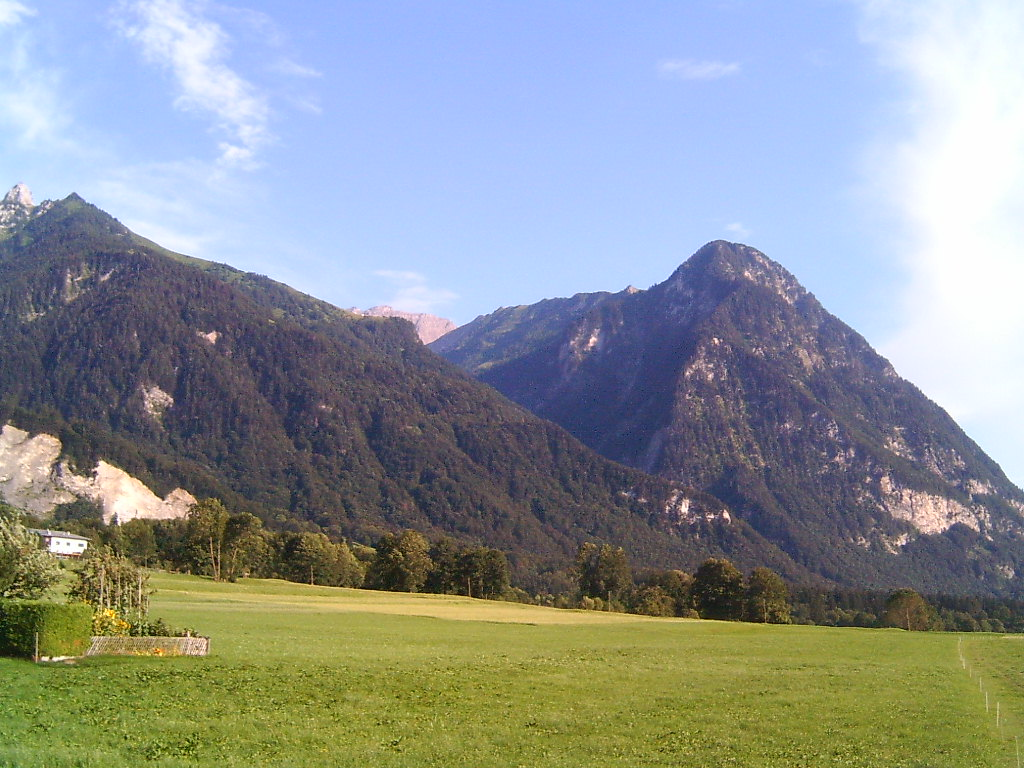
Lawenatobel, von Triesen aus gesehen

Lawena gehörte bereits bei der ersten Erwähnung um 1509/17 der Dorfgemeinde Triesen. 1595 wurde die Alp Lawena den Genossen im Triesner Oberdorf und die Alp Valüna dem Triesner Unterdorf zur Nutzung zugeteilt. Nachdem in der zweiten Hälfte des 17. Jahrhunderts Unwetter und ein Felssturz einen Teil der Weiden in der Lawena zerstört hatten, kam es 1718 zur Aufhebung der Alpteilung. 1882 bis 1900 erfolgte die Erschliessung der Lawena mit einer Fahrstrasse. Ende der 1950er-Jahre stellte man den Sennereibetrieb ein. In den Jahren 1967 und 1968 wurde auf dem Säss eine lawinensichere Alp- und Touristenhütte mit Stall errichtet.
1915 trat die Gemeinde Triesen die Quellenrechte des oberen Lawenatals an das Land Liechtenstein ab, das bis 1927 das Kraftwerk Lawena baute. Das kesselartige Lawenatal ist das einzige Liechtensteiner Hochtal, das ins Rheintal mündet. Das abgelegene, geologisch interessante Tal ist ein Refugium für die Alpenflora und Alpenfauna. Das Hochjagdrevier Lawena umfasst auch die Alp Wang und hat eine Grösse von 1307 ha. Ein 1938 unterhalb der Alphütte gebautes Jagdhaus wurde 1963 von der Gemeinde Triesen übernommen.
Die Alp Wang am rheintalseitigen Rätikon-Westhang ist der höchstgelegene Teil der ehemaligen, 1617/19 erwähnten Triesner Ochsenalp. Durch den Verkauf des Alpelti an Triesenberg wurden 1403 die Triesner Alpen Wang und Valüna räumlich voneinander getrennt. Nebst Ochsen wurden auf dem Wang auch Galtvieh, Schafe und Kühe gesömmert. Oft wurde die Alp an Auswärtige verpachtet. Auf- und Abtrieb erfolgten bis 1895 über Sücka und das Alpelti. Erst der Bau der Lawenastrasse und 1892 des Viehtriebwegs nach Wang ermöglichten den rheintalseitigen Zugang; eine Fahrstrasse besteht jedoch nicht.
Die Alp Valüna im südlichen Saminatal hat mit Valünasäss, Waldboda und Obersäss drei Alpstufen. Erstmals erwähnt wurde die Kuhalp 1378, als Graf Heinrich V. von Werdenberg-Sargans-Vaduz Valüna an die Dorfgemeinde Triesen verkaufte. Landvogt Josef Schuppler bezeichnete die Valüna 1815 als beste liechtensteinische Alp. Nachdem 1945 eine Lawine im Valünasäss Ställe und die beiden Sennhütten weggerissen hatte, entstand die heutige Sennhütte mit Stall. Bis zu einem Lawinenniedergang im Jahr 1999 bestanden auch im Obersäss Sennhütte und Stall.
Das 1289 ha grosse Hochjagdrevier Valüna umfasst auch Gritsch, Gapfahl, Alpelti und Chleistäg.
| Alp    | Herkunft des Namens                   | Eigentümerin                 | Fläche insgesamt | Weidefläche | Alpgebäude                                                             | Quelle      |
| ------ | ------------------------------------- | ---------------------------- | ---------------- | ----------- | ---------------------------------------------------------------------- | ----------- |
| Lawena | alträt.rom. lavé(g)na (Lawine)        | Bürgergenossenschaft Triesen | 743,8 ha         | 209 ha      | 1525 m ü. M.                                                           | [ 4 ]       |
| Wang   | althochdt. wang (begraster Steilhang) | Bürgergenossenschaft Triesen | 111 ha           | 28 ha       | 1735 m ü. M.                                                           | [ 5 ] [ 7 ] |
| Valüna | alträt.rom. valüglia (Tälchen)        | Bürgergenossenschaft Triesen | 498 ha           | 130 ha      | Valünasäss: 1409 m ü. M. Waldboda: 1557 m ü. M. Obersäss: 1646 m ü. M. | [ 6 ]       |

## Vorgeschichte
Die Siedlungen von Triesen (Liechtenstein) sind, wie die Landesarchäologen bei Ausgrabungen festgestellt haben, bei Naturkatastrophen vernichtet worden. Das detaillierte Bild des Ortes Triesen zeigt, dass alle Siedlungsphasen durch Naturgewalten beendet wurden. Dies ist nicht verwunderlich, da die Durchschnittstemperaturen einige Grad höher als heute waren und immer wieder zu Starkregenereignissen führten.
Im Jahre 2005 wurden die ersten Siedlungsspuren auf dem Gemeindegebiet entdeckt. Dabei grub man die Reste einer mächtigen Terrassierungs- oder Umfassungsmauer sowie Spuren eines Gebäudes mit Feuerstelle aus. Die Stelle konnte mittels der C14-Analyse in die mittlere Bronzezeit um 1600–1400 v. Chr. datiert werden.
In der Folge wurden weitere bronzezeitliche Gebäude und Siedlungsreste gefunden. Darunter befand sich ein etwa 20 Quadratmeter grosses Haus, in dem Teile des Stampflehmbodens und der Herdstelle dokumentiert werden konnten. Die weiteren Spuren zeigten ein Siedlungsbild, das sich vom 13. bis in das 5. Jahrhundert v. Chr. erstreckte.
2011 kam als ältester Befund eine etwa 28 Quadratmeter grosse Fläche mit einer kleinteiligen, sehr sorgfältig verlegten Steinpflasterung zum Vorschein, die vermutlich in die späte Bronzezeit (1200–900 v. Chr.) zu datieren ist. Reste einer Feuerstelle sowie ein verkohlter Holzbalken lassen auf ein Gebäude an dem Platz schliessen. Im Laufe der Bronzezeit wurde das Gelände terrassiert und gegen den nahen Eichholzbach gesichert. Hier fanden sich Spuren eisenzeitlicher Siedler – vermutlich aus dem 7.–5. Jahrhundert v. Chr. In dieselbe Periode gehören sieben Gruben unklarer Funktion sowie eine kleine Feuerstelle. Die Ecke einer Trockenmauer weist auf ein Gebäude hin.
Es wurde nachgewiesen, dass die Siedlungen der Bronze- und der Eisenzeit mehrmals von Hochwassern und Erdrutschen zerstört wurden. Die Bewohner versuchten der Gefahr durch Terrassierungen und Schutzmauern zu begegnen. Erfolg war ihnen nicht beschieden, denn mächtige Geröll- oder Sandschichten markieren das Ende der jeweiligen Siedlung.

## Geschichte

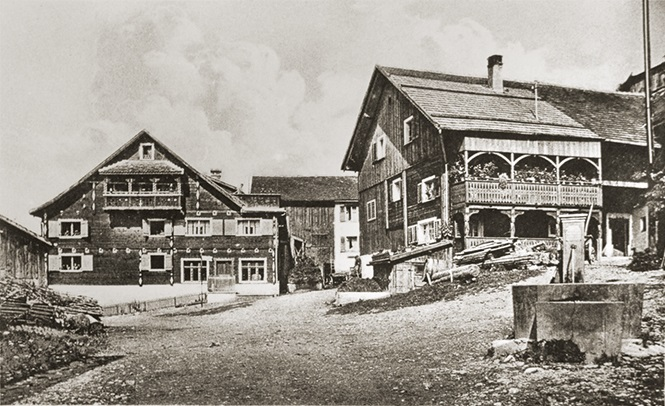
Triesen mit dem Haus «Linde» zu Beginn des 20. Jahrhunderts

Triesen wurde auf einem alten Bergsturzkegel an einem Bach angelegt. Das Dorf liegt am Verkehrsweg im Alpenrheintal zwischen Bodenseeregion und Bündner Pässen. Im Bereich des Triesner Oberdorfes verlief einst eine Römerstrasse. Strassennamen in der Hanglage erinnern noch heute daran. Weitere Funde weisen auf römische Gutshöfe hin.
Auf die ursprünglich rätoromanische Bevölkerung verweisen viele Flurnamen. Im 7./8. Jahrhundert wanderten Alemannen ein. Die Herkunft des Namens Triesen (in den ältesten Formen Trisun, Trisuna o. ä.; im Dialekt Tresa; die neuhochdeutsche Form mit -ie- setzte sich erst im 19. Jahrhundert durch) ist unklar. Die erste sichere urkundliche Erwähnung von Triesen stammt aus dem Jahr 1208. Neben anderen Niederadelsgeschlechtern (u. a. von Schiel, von Richenstein) sind Herren von Trisun belegt, deren Sitz sich an jener Stelle befand, wo heute die St.-Mamerta-Kapelle steht. Ein Ulrich von Trisun war Domherr zu Chur. Unter König Rudolf von Habsburg wurde das Edelfräulein Guta von Trisun zur Äbtissin des adeligen Damenstiftes zu Lindau erwählt.
Das Dorf war landwirtschaftlich geprägt; Weiden und Felder wurden in Hanglagen angelegt. Daneben nutzte man Alpen und Heuberge. Die Rheinebene wird erst seit den Trockenlegungen im 19. und 20. Jahrhundert intensiv bewirtschaftet. Bis ins 19. Jahrhundert war auch der Weinbau bedeutend.
Im 14. Jahrhundert wird eine Dorfgemeinschaft urkundlich fassbar, die Allmende, Wald und Alpen gemeinsam bewirtschaftete. Wichtige Aufgabe der Gemeinde und häufige Ursache von Konflikten mit den Nachbargemeinden Wartau und Sevelen waren die Wuhrbauten am Rhein. Daneben waren auch Rüfen (Muren) und der Föhn eine Bedrohung. In Föhnstürmen kam es immer wieder zu Dorfbränden. 1913 brannten bei der grössten liechtensteinischen Brandkatastrophe des 20. Jahrhunderts zahlreiche Häuser im Gemeindegebiet ab.
Wie verschiedene Rechtsakte seit dem 14. Jahrhundert belegen, siedelten seit dem Spätmittelalter Walser am Triesenberg, die eine eigene Dorfgemeinschaft bildeten, aber eng mit Triesen verbunden blieben (Bildung einer eigenen Pfarrei erst 1768).
Am 12. Februar 1499 wurde das Gefecht bei Triesen zwischen habsburgischen und eidgenössischen Landsknechten im Rahmen des Schwabenkriegs ausgetragen.
Triesen war 1598 bis 1680 von Hexenprozessen betroffen, denen mehrere Menschen zum Opfer fielen. Eine der letzten Verurteilten war Katharina Gassnerin. Der Triesner Pfarrer Valentin von Kriss trug zum Ende der Hexenverfolgung bei. In der Folgezeit bildete sich eine Sage von den Vedanas.
1809 wurde nach der Abschaffung der Gerichtsgemeinde Vaduz die moderne politische Gemeinde errichtet. Dank der vorhandenen Wasserkraft wurde Triesen neben Vaduz zu einem frühen Industriezentrum Liechtensteins. Die 1863 erbaute Baumwollweberei war über Jahrzehnte ein wichtiger Arbeitgeber, bis der Betrieb 1982 eingestellt wurde (das Gebäude steht seit 1996 unter Denkmalschutz). Für die Weberei wurden auch ausländische Arbeitnehmende rekrutiert, was u. a. dazu führte, dass bereits Ende des 19. Jahrhunderts evangelische Personen in Triesen wohnten, die einen eigenen Betsaal einrichteten.
Während die Bevölkerung bis ins 20. Jahrhundert nur wenig zugenommen hatte, setzte Mitte des 20. Jahrhunderts ein starkes Wachstum ein. Neben der Errichtung weiterer Industriebetriebe gewann der Dienstleistungssektor an Bedeutung (2005: 65 % der Beschäftigten).
Triesen war – zusammen mit Triesenberg und Balzers – eine der letzten drei Gemeinden Liechtensteins, die am 20. April 1986 das Frauenstimmrecht auf Gemeindeebene zuliessen. Seit 2019 hat erstmals eine Frau das Amt der Gemeindevorsteherin inne.

## Wappen, Flagge und Logo

Wappen der Gemeinde

Das Wappen der Gemeinde Triesen besteht aus einem Schild mit drei übereinanderliegenden silbernen Sensenblättern auf blauem Grund. Es ist nach dem Wappen der Edlen von Trisun gestaltet – des ältesten ortsansässigen Adelsgeschlechtes in Triesen (erstmals urkundlich erwähnt 1273; Ritter Ulrich «De Trisuns»).
Die Flagge der Gemeinde Triesen ist in der Ausgestaltung quergeteilt: das obere Feld blau, das untere Feld silbern. Das Logo der Gemeinde Triesen besteht aus zwei übereinander liegenden Quadraten: Das Obere enthält das Wappen der Gemeinde Triesen, das Untere ist silbern gefärbt. 

## Politik
Der Gemeinderat zählt inklusive Gemeindevorsteherin elf Sitze. Nach der Gemeindewahl am 5. März 2023 ergab sich folgende Sitzverteilung:
- Fortschrittliche Bürgerpartei in Liechtenstein (FBP): 4 Sitze (− 1)
- Vaterländische Union (VU): 5 Sitze (− 1) (einschliesslich Gemeindevorsteherin)
- Demokraten pro Liechtenstein (DpL): 1 Sitz (+ 1)
- Freie Liste (FL): 1 Sitz (+ 1)

Gemeindevorsteherin ist Daniela Erne (VU). Bei der Gemeindewahl (zweiter Wahlgang) am 2. April 2023 erhielt sie 51,0 % der gültigen Stimmen. Vizevorsteher ist seit der Wahl 2023 Kurt Salzgeber (FBP).
Frühere Gemeindevorsteher waren im 20. Jahrhundert:
| - Franz Xaver Bargetze (1900–1906, zuvor bereits 1882–1885, 1888–1891 und 1894–1897) - Luzius Gassner (1906–1918) - Oskar Bargetze (1918–1921) - Emil Bargetze (VP, 1921–1924, 1927–1929) - Adolf Frommelt (FBP, 1929–1936) | - Ferdinand Heidegger (VU, 1936–1960) - Gabriel Negele (FBP, 1960–1963) - Alois Beck (VU, 1963–1969) - Rudolf Kindle (VU, 1969–1987) - Xaver Hoch (FBP, 1987–2007) - Günter Mahl (FBP, 2007–2019) |

## Wirtschaft
In Triesen gab es Ende 2014 mehr als 3600 Arbeitsplätze, wovon rund 1500 von Grenzgängern besetzt waren.
Die Swarovski AG stellt mit rund 670 Mitarbeitern den grössten Arbeitgeber der Gemeinde dar. Daneben liegt auch der Hauptsitz der Hoval AG teilweise auf Triesner Gemeindegebiet.
Zur Alpwirtschaft siehe oben: Triesenberger Alpen

## Sehenswürdigkeiten

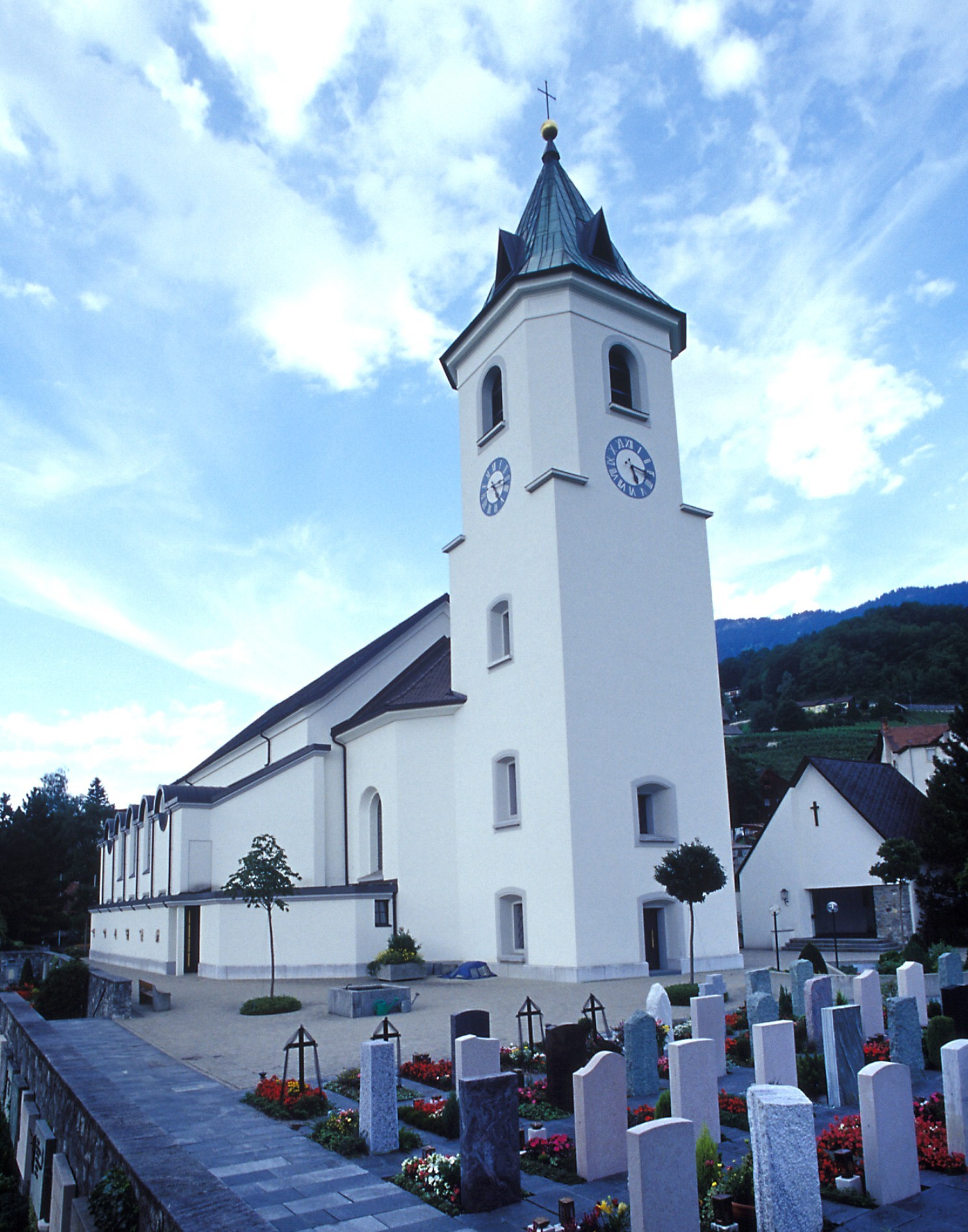
Pfarrkirche St. Gallus

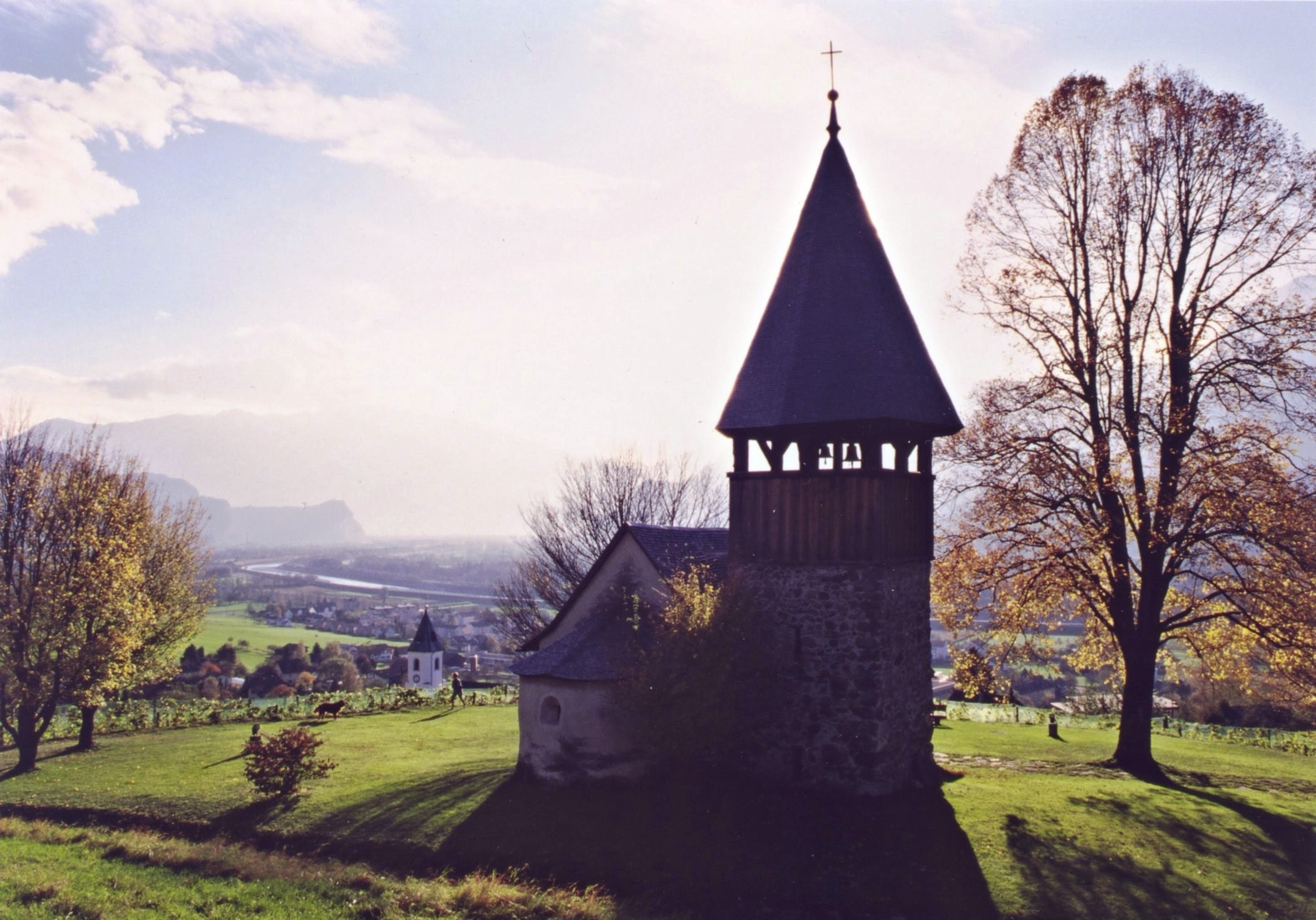
St.-Mamerta-Kapelle

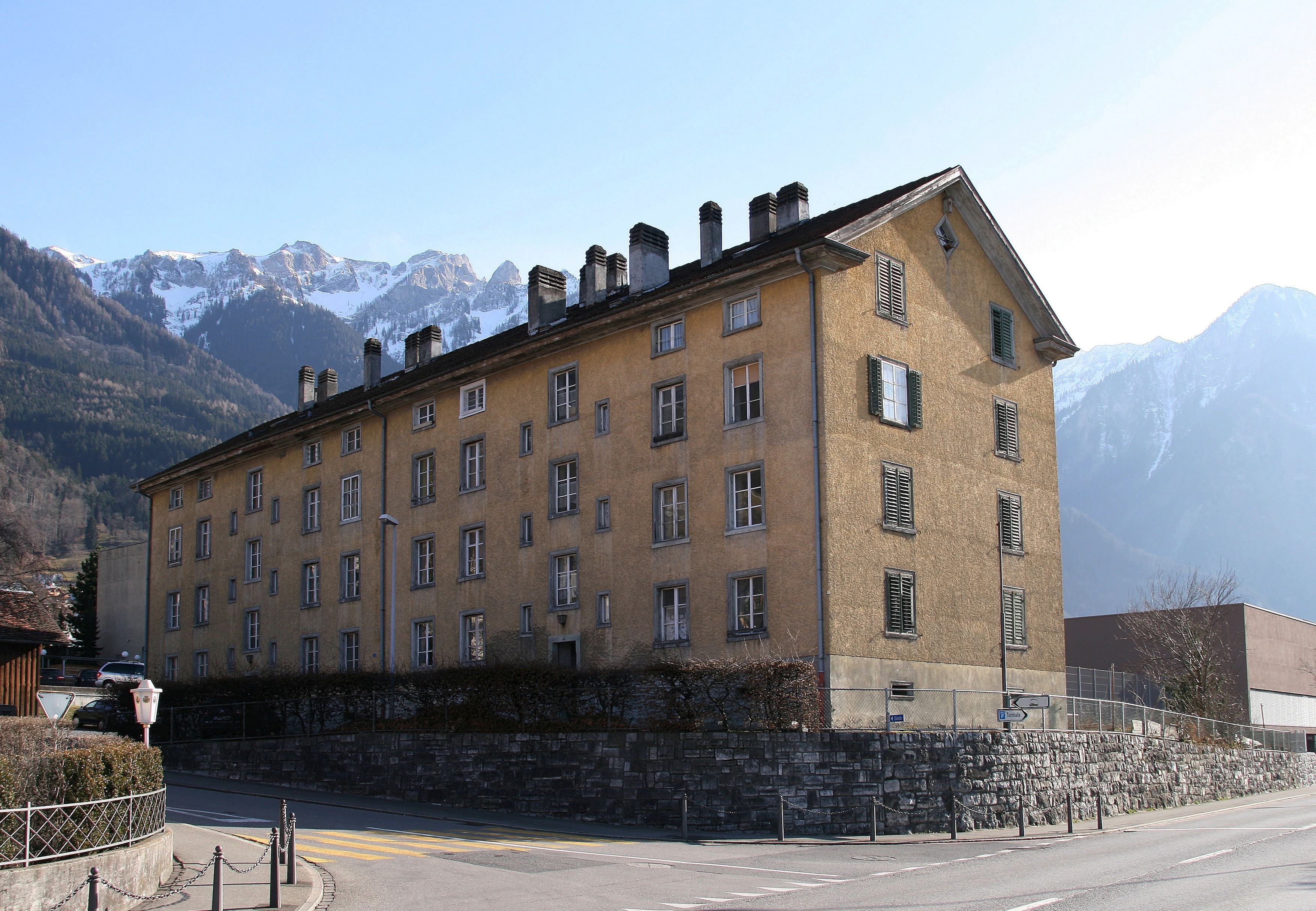
Kosthaus

- Die Pfarrkirche St. Gallus wurde ursprünglich im Jahre 1455 errichtet. Sie musste wegen Baufälligkeit aufgegeben werden und wurde durch einen Neubau 1841–1843 ersetzt. In den Jahren 1991–1994 wurde sie durch Seitenschiffe erweitert zu einem fast quadratischen Kirchenraum. Im Inneren befindet sich eine hölzerne Kassettendecke mit Bemalungen von 1942. An der Rückwand des Chors steht heute ein spätgotischer geschnitzter Flügelaltar, den Ludwig von Brandis 1492 ursprünglich für die St.-Mamerta-Kapelle gestiftet hat.
- Die St.-Mamerta-Kapelle (oder St. Mamertus) im Triesner Oberdorf ist die älteste Kapelle des Landes. Sie wurde im 9. oder frühen 10. Jahrhundert erbaut. An der Stelle der heutigen Kapelle befand sich einst die Burg Trisun – der Sitz der Edlen von Trisun. Im Turm der Kapelle sind noch Reste der abgegangenen Burganlage aus dem 12. Jahrhundert zu sehen.
- Die Marienkapelle, ein romanisches Bauwerk aus dem frühen 13. Jahrhundert, wurde 1964 restauriert.
- Das Kosthaus war ein 1873 auf Veranlassung des Baumwollfabrikanten Caspar Jenny durch den Architekten Hilarius Knobel errichtetes Arbeiterwohnhaus. Es gilt als das älteste noch erhaltene Mehrfamilienhaus in Liechtenstein und war lange Zeit das grösste Wohnhaus im Lande. Dieses Kulturgut und Denkmal wurde 2006 aufgrund seiner besonderen Bedeutung für das Land geschützt und unter Denkmalschutz gestellt. Das mietskasernenartige, viergeschossige Gebäude bestand aus zwei zusammengebauten Achtfamilienhäusern, die Platz für 16 Familien boten. Jede der Wohneinheiten besass einen Wohnraum, eine Küche sowie zwei Schlafzimmer. Wie bei fast allen Arbeiterhäusern gehörte auch hier ein Gemüsegarten zur Selbstversorgung als wichtiger Bestandteil zur Anlage. Das Gebäude wurde ab 2008 grundlegend saniert und im November 2009 als Kindertagesstätte neu eröffnet.
- Kulturzentrum Gasometer: Der Gasometer befindet sich auf dem Areal der ehemaligen Baumwollweberei und bietet seit einigen Jahren ein Programm von Kunstausstellungen, Themenausstellungen, Veranstaltungen und weiteren kulturellen Aktivitäten aus den Bereichen bildende Kunst, Musik, Theater, Tanz und Literatur. Das Kulturzentrum der Gemeinde Triesen befindet sich in dem Teil der Baumwollweberei, dem auch der alte Gasometerturm angehört. Dieser Turm, in dem vor etwa 120 Jahren noch Gas für die Beleuchtung der Fabrik gelagert wurde, gibt dem Kulturzentrum in Triesen seinen Namen.
- Historischer Dorfkern: Der Parcours durch den Siedlungskern von Triesen führt den Spaziergänger von der Rheinebene über einhundert Höhenmeter hinauf durch ein Jahrtausend bewegter Geschichte zur frühmittelalterlichen Kapelle St. Mamerta oberhalb der Siedlung. Jeder Höhenmeter führt weiter zurück in die Vergangenheit, denn der Grundstein von Triesen wurde am Hang gelegt, zu einer Zeit, als die Talsohle noch uneingeschränkt dem Rhein gehörte.[10]
- Rheindamm
- Der Panoramaweg führt zunächst als Fahrweg durch eine naturnahe Weide- und Heckenlandschaft, bis er endlich als Waldpfad den äusserst steilen Hang über dem Dorf quert. Je nach Jahreszeit und Vegetationsstand öffnet sich auf dem Panoramaweg hin und wieder der Blick über Triesen und seine Umgebung dies- und jenseits des Rheins.
- Kraftwerk Lawena (seit 1927 in Betrieb) der Liechtensteinischen Kraftwerke, mit Museum Geschichte der Elektrifizierung im Fürstentum Liechtenstein

## Persönlichkeiten

### Söhne und Töchter der Gemeinde Triesen
- Josef Bargetze (1810–1874), Politiker
- Fidel Kindle (* 1850; † im 20. Jahrhundert), Architekt
- Ferdinand Heidegger (1899–1978), Politiker, Landtagsabgeordneter
- Josef Schädler (1930–2012), Kunstmaler und Zeichner
- Hermann Kindle (* 1935), Skirennläufer
- Silvan Kindle (* 1936), Skirennläufer
- Rainer Nägele (1943–2022), US-amerikanischer Literaturwissenschaftler
- Xaver Hoch (* 1947), Politiker
- Ursula Konzett (* 1959), Skirennläuferin
- Modestus Haas (* 1963), Fussballspieler
- Michael Stocklasa (* 1980), Fussballspieler
- Franz Burgmeier (* 1982), Fussballspieler

### Sonstige Persönlichkeiten
- Anton Frommelt (1895–1975), war von 1922 bis 1933 Pfarrer in Triesen.
- Katharina Gassnerin (vor 1650; † nach 1681), wurde in einem Hexenprozess verurteilt, aber überlebte.
- Valentin von Kriss (1630–1692), Pfarrer in Triesen 1664 bis 1692, Bekämpfer der Hexenverfolgung.
- Karl Minst (* 26. April 1898; † 10. Juni 1984 in Lorsch), Klosterverwalter und Ehrenbürger von Lorsch[11]
- Oskar Werner (1922–1984), österreichischer Film- und Bühnenschauspieler, lebte seit 1952 in Triesen, wo er auch beigesetzt wurde.